# Christian Neuert
Christian Neuert (* 21. Februar 1992 in Regensburg) ist ein deutscher Eishockeyspieler.

## Karriere
Neuert begann seine Karriere 2012 beim Deggendorfer SC in der Oberliga Süd. Nach zwei Jahren bei seinem Heimatverein wechselte er zu den Hannover Scorpions in die Oberliga Nord, wo er schnell zum Publikumsliebling und verlässlichen Scorer aufstieg und am Ende die Meisterschaft in der Oberliga Nord feierte.
2014 schaffte Neuert den Sprung in die höchste deutsche Spielklasse DEL, als er von den Grizzly Adams Wolfsburg verpflichtet wurde und mit diesen das Playoff-Halbfinale erreichte, in welchem sie sich dem späteren deutschen Meister, den Adlern Mannheim, geschlagen geben mussten.
Die beiden folgenden Saisons lief Neuert für die Starbulls Rosenheim in der DEL2 auf, wobei er in seiner ersten Saison bis ins Playoff-Viertelfinale kam, bei dem er aufgrund einer schweren Knieverletzung allerdings nicht mitwirkte.
Anschließend folgte eine Saison im Trikot der Lausitzer Füchse und zwei für die Freiburger Wölfe, bevor er im Dezember 2019 gegen Nico Kolb von den Bayreuth Tigers eingetauscht wurde.
Im August 2020 wurde Neuert von den Dresdner Eislöwen verpflichtet, konnte sich dort aber nicht durchsetzen und wurde nur in 33 Spielen eingesetzt. Im Juli 2021 wechselte Neuert zurück in seine Heimatregion zum EHC Waldkraiburg, der in der Saison 2021/2022 in der viertklassigen Bayernliga spielt. Zwischenzeitlich hat er ein Studium begonnen.
In seiner ersten Saison wurde er Topscorer der regulären Saison und von der Fachzeitschrift Eishockeynews zum Spieler des Jahres der Bayernliga gewählt. 
Außerdem gewann er die Wahl zum Mr. Movember des deutschen Eishockey, eine Stiftung, die sich weltweit für Männergesundheit einsetzt.